# Radicaal 157
Van de in totaal 214 Kangxi-radicalen heeft radicaal 157 de betekenis voet. Het is een van de twintig radicalen die bestaat uit zeven strepen.
In het Kangxi-woordenboek zijn er 285 karakters die dit radicaal gebruiken.

## Karakters met het radicaal 157

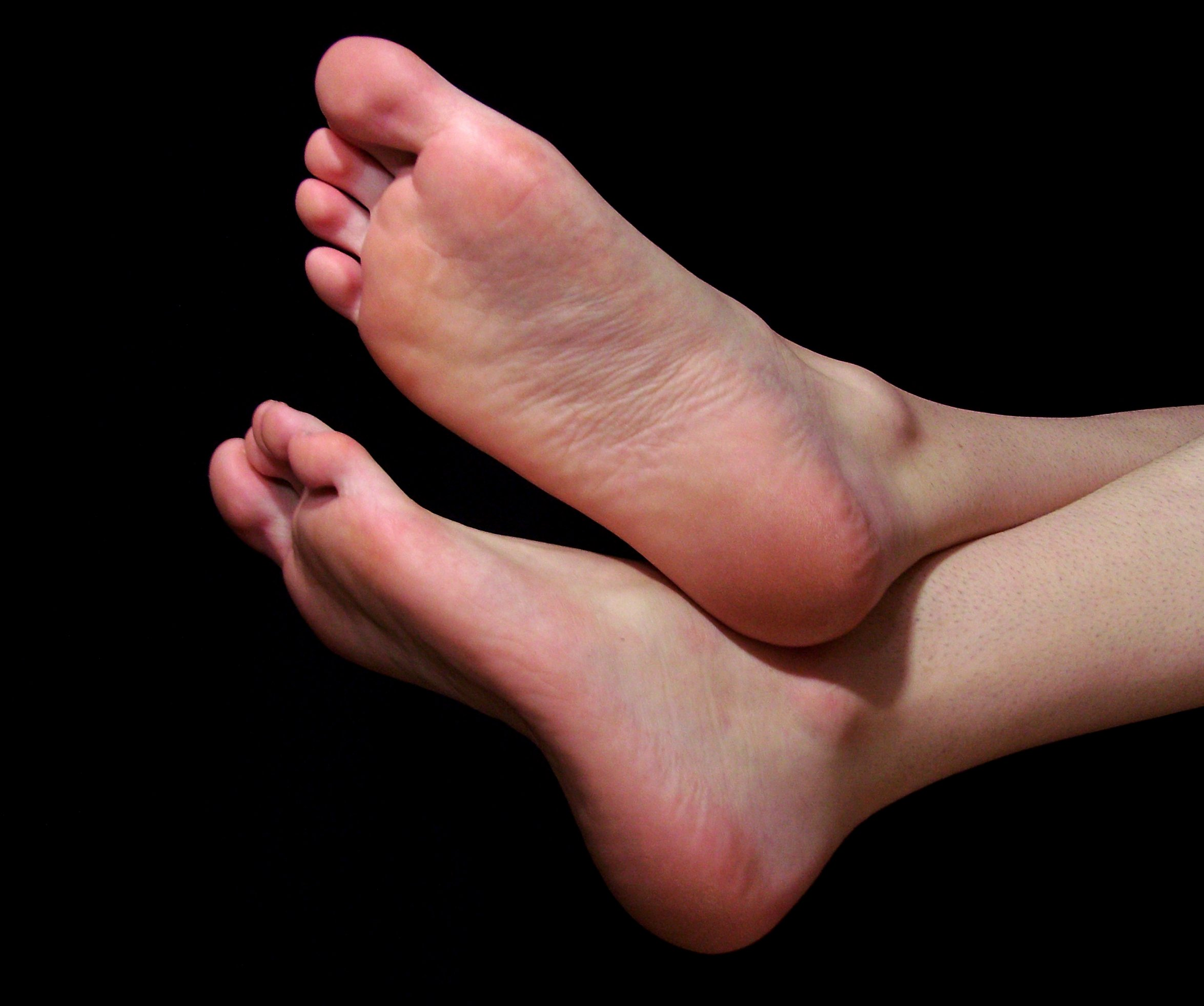
Voeten.

| Strepen | Karakter                                                                                        |
| ------- | ----------------------------------------------------------------------------------------------- |
| + 0     | 足 ⻊                                                                                           |
| + 2     | 趴                                                                                              |
| + 3     | 趵 趶 趷 趸                                                                                     |
| + 4     | 趹 趺 趻 趼 趽 趾 趿 跀 跁 跂 跃 跄                                                             |
| + 5     | 跅 跆 跇 跈 跉 跊 跋 跌 跍 跎 跏 跐 跑 跒 跓 跔 跕 跖 跗 跘 跙 跚 跛 跜 距 跞                   |
| + 6     | 跟 跠 跡 跢 跣 跤 跥 跦 跧 跨 跩 跪 跫 跬 跭 跮 路 跰 跱 跲 跳 跴 践 跶 跷 跸 跹 跺 跻          |
| + 7     | 跼 跽 跾 跿 踀 踁 踂 踃 踄 踅 踆 踇 踈 踉 踊 踋 踌 踍 踎                                        |
| + 8     | 踏 踐 踑 踒 踓 踔 踕 踖 踗 踘 踙 踚 踛 踜 踝 踞 踟 踠 踡 踢 踣 踤 踥 踦 踧 踨 踩 踪 踬 踭 踮 踯 |
| + 9     | 踫 踰 踱 踲 踳 踴 踵 踶 踷 踸 踹 踺 踻 踼 踽 踾 踿 蹀 蹁 蹂 蹃 蹄 蹅                            |
| + 10    | 蹆 蹇 蹈 蹉 蹊 蹋 蹌 蹍 蹎 蹏 蹐 蹑 蹒 蹓                                                       |
| + 11    | 蹔 蹕 蹖 蹗 蹘 蹙 蹚 蹛 蹜 蹝 蹞 蹟 蹠 蹡 蹢 蹤 蹥 蹦 蹧 蹮                                     |
| + 12    | 蹨 蹩 蹪 蹫 蹬 蹭 蹯 蹰 蹱 蹣 蹲 蹳 蹴 蹵 蹶 蹷 蹸 蹹 蹺 蹻 蹼 蹽 蹾 蹿 躀                      |
| + 13    | 躁 躂 躃 躅 躆 躇 躈 躉                                                                         |
| + 14    | 躄 躊 躋 躌 躍 躎 躏                                                                            |
| + 15    | 躐 躑 躒 躓 躔 躕 躖                                                                            |
| + 16    | 躗 躘 躙 躚 躛 躜                                                                               |
| + 17    | 躝 躞 躟 躠                                                                                     |
| + 18    | 躡 躢 躣 躤 躥                                                                                  |
| + 19    | 躦 躧                                                                                           |
| + 20    | 躨 躩 躪                                                                                        |